# Ять йотований
Ꙓ, ꙓ (йото́ваний ять) — це давня кирилична буква, що трапляється лише в Ізборнику 1073 року. Цей знак є ніби лігатурою І та Ѣ.
Йотований ять не має відповідника в глаголиці, у склад кириличної абетки не був включений, тому не має порядкового номеру. Справжнє найменування букви невідоме, а описова назва «йотований ять» — умовна. Йотований ять був писався на початку слів і після голосних: ꙓди, наꙓдъсѧ. Буква мала вимову, ймовірно, ніби [jæ] або [je].